# Stazione Termini (film)
Stazione Termini (Engels: Terminal Station) is een Italiaanse dramafilm uit 1953 onder regie van Vittorio De Sica.

## Verhaal
Een getrouwde Amerikaanse vrouw heeft een affaire met een Italiaanse architect. Ze besluit dat ze de relatie moet stopzetten en terug moet keren naar haar man. Op het centraal station van Rome twijfelt ze tussen blijven bij haar geliefde en definitief afscheid.

## Rolverdeling

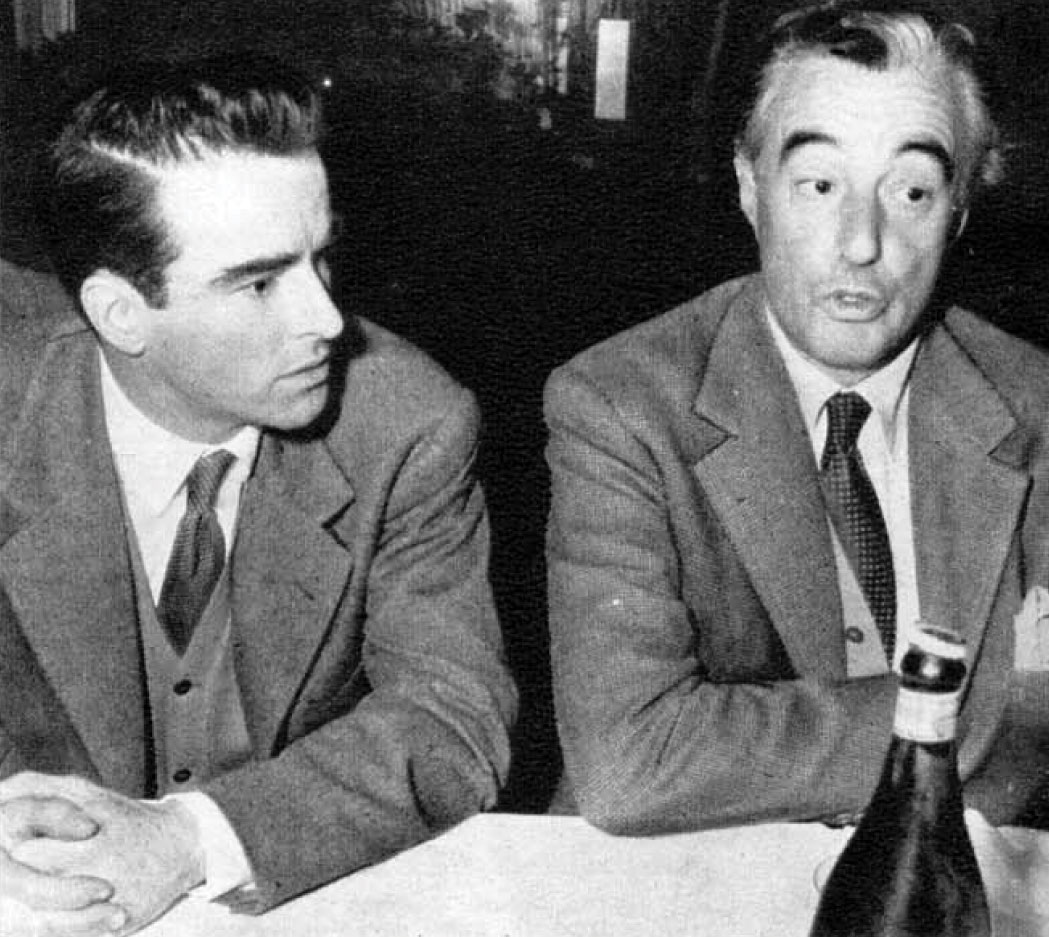
M. Clift en V. De Sica in Stazione Termini

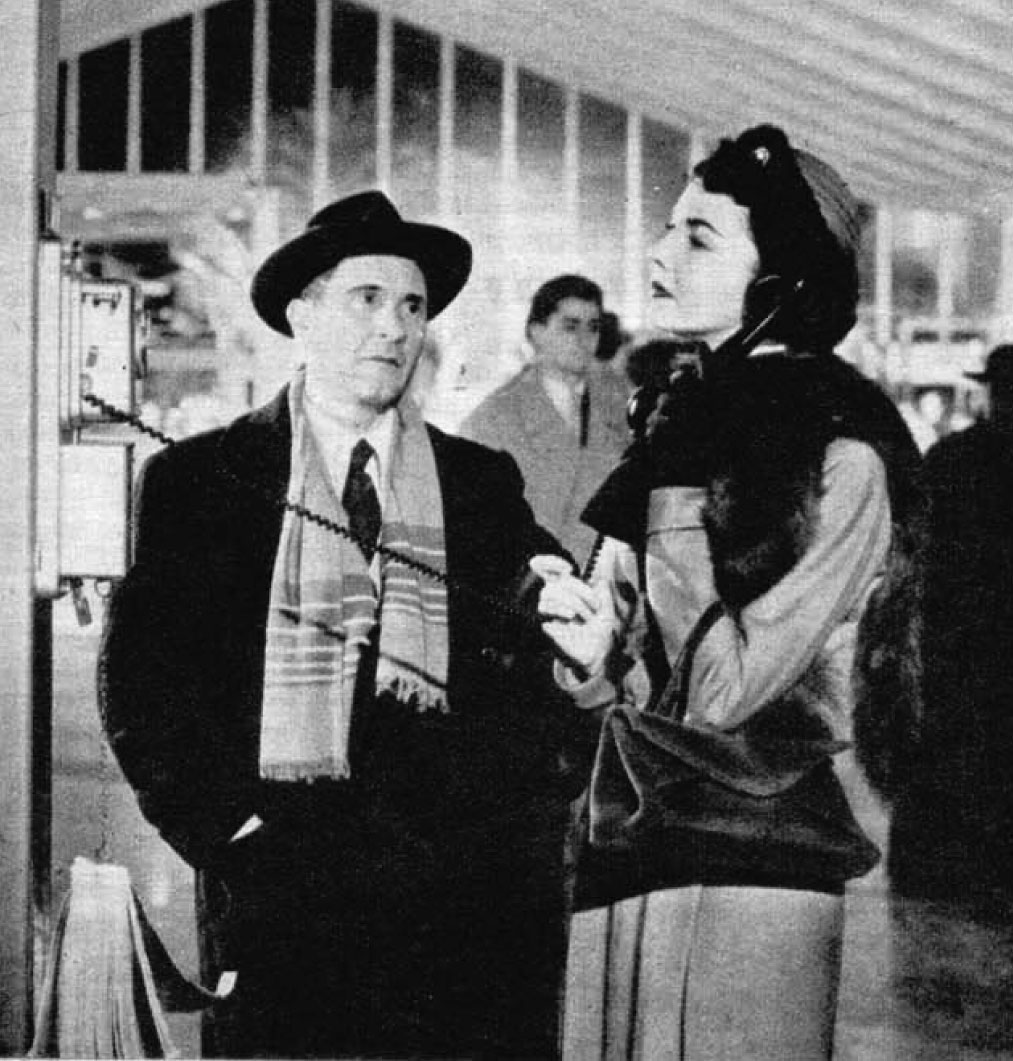
J. Jones en B. Stoppa in Stazione Termini

- | Acteur           | Personage          |
| ---------------- | ------------------ |
| Jennifer Jones   | Maria Forbes       |
| Montgomery Clift | Giovanni Doria     |
| Richard Beymer   | Paul               |
| Gino Cervi       | Politiecommissaris |